# Amanita luteofusca
Amanita luteofusca là một loài nấm thuộc chi Amanita trong họ Amanitaceae. Loài này được Cleland và E.-J. Gilbert miêu tả khoa học lần đầu tiên năm 1941. Amanita luteofusca được tìm thấy ở khu vực bang Nam Úc, Úc.